# بوستال 2
بوستال 2 (بالإنجليزية: Postal 2) هي لعبة فيديو فردية عالم مفتوح اكشن عنف من منظور الشخص الأول طورت من قبل أستديوهات اريونينج ويذا سيزورس (شركة) وأصدرت في 15 أبريل 2005 من قبل اكيلا . هي الإصدار الثاني من سلسلة العاب بوستال.
في عام 2004، حظرت في نيوزيلندا بوستال 2 بسبب المحتويات البغيضة والعنيفة، وقد قامت أستراليا بحظرها في وقت لاحق بسبب «المحتويات البغيضة المفرطة». وفي 1 مايو 2007، حظرت في ماليزيا بسبب العنف وقد حظرت اللعبة أيضا في ألمانيا وحظرت مؤقتا للبيع في السويد. كانت اللعبة في وقت لاحق من الناحية الأخرى قانونية في العالم حيث يمكن تحميلها من الإنترنت من خلال GOG.com و Desura و يتم تطوير الإصدار الرابع من قبل ستيم وقد تصدر في عام 2015 تحت اسم الفردوس المفقود

## جدل
في عام 2004 حظر مكتب تصنيف الأفلام والأدب البريد 2 في نيوزيلندا مشيراً إلى مستويات عالية من المحتوى العنيف وعنف الحيوانات لا تزال اللعبة محظورة في نيوزيلندا حتى يومنا هذا ويعتبر حيازتها أو توزيعها أو حتى شرائها للاستخدام الشخصي جريمة جنائية يعاقب عليها بالسجن لمدة تصل إلى 10 سنوات وغرامة قدرها 50000 دولار.